# Ion de Chios
Pour les articles homonymes, voir Ion (homonymie).
 (novembre 2010).
Si vous disposez d'ouvrages ou d'articles de référence ou si vous connaissez des sites web de qualité traitant du thème abordé ici, merci de compléter l'article en donnant les références utiles à sa vérifiabilité et en les liant à la section « Notes et références ».
Ion de Chios, fils d'Orthomène de Chios, est un poète tragique et lyrique, ainsi qu'un philosophe grec, et l'auteur de divers autres écrits de nature historique, du Ve siècle av. J.-C. Il est donc l'un des plus anciens polygraphes, reconnu comme tel par son lointain successeur en la matière, Callimaque de Cyrène (IIIe siècle av. J.-C.). Il est essentiellement connu aujourd'hui comme l'un des principaux poètes tragiques et philosophes grecs du Ve siècle.

## Biographie
Selon la Souda, Ion naquit vers 480 av. J.-C., c'est-à-dire à la même époque qu'Euripide et Achaïos d'Érétrie, ses futurs rivaux dans l'art tragique. Il avait une quinzaine d'années de moins que Périclès et que Sophocle, et une dizaine d'années de plus que Socrate.
Dès les années -460, Ion fréquentait déjà les plus hauts niveaux politiques et artistiques athéniens. Athènes gouvernait alors un vaste empire maritime, auquel appartenait l'île de Chios, où était né Ion. Nous savons cela grâce à Plutarque, qui indique l'existence d'un banquet chez Laomédon, auquel assistaient Ion mais aussi le chef du parti aristocratique athénien, Cimon fils de Miltiade. À ce dîner, les convives se seraient moqués du chef de la faction démocratique, Thémistocle.
À peu près à la même époque, Ion assista à ses premières représentations théâtrales, et fit la connaissance d'Eschyle (qui mourut en -455), aux jeux isthmiques.
La vie d'Ion est mal connue dans ses lignes générales. Il est probable qu'il ne résidait pas toujours à Athènes. Sous Périclès (443-429), qu'Ion n'affectionnait pas particulièrement, il est probable qu'il alternait séjours à Athènes, où, à partir d'environ -450, il représenta ses pièces, et séjours dans d'autres cités, dont Chios.
Il remporta la victoire aux Dionysies, aussi bien dans le concours lyrique (dithyrambe) que dans le concours tragique. La tradition veut qu'Ion ait alors offert à chaque citoyen athénien du vin de Chios. On sait également qu'il représenta encore une dernière fois, aux Dionysies de -428, face à Euripide qui remporta la victoire avec son second Hippolyte, et face à Iophon fils de Sophocle.
Ion de Chios est mort aux alentours de -422. Aristophane lui rend hommage dans sa comédie La Paix, en citant l'une de ses œuvres lyriques, l'appelant L'Astre du matin.
On considère généralement qu'Ion de Chios est le père d'un personnage du nom de Tydée fils d'Ion, qui, selon Thucydide, fut tué en 412 par un harmoste spartiate.
Ion de Chios laissait à la postérité une œuvre abondante et diverse, qui ne subsiste aujourd'hui qu'à travers d'un certain nombre de courts fragments et de témoignages indirects.

## Œuvre tragique
Il semble qu'Ion a écrit 12 pièces (c'est le nombre que cite en premier lieu la Souda, et qui correspond parfaitement à ses trois représentations aux Dionysies, la première vers 450, la seconde, victorieuse, à une date inconnue (dans les années 430 ?), la dernière en 428. Il reste quelques dizaines de fragments, très courts, de ces pièces, dont voici les titres :
- Le grand drame (sujet incertain, peut-être un drame satyrique ?)
- Omphale (un drame satyrique, dont il reste le plus grand nombre de fragments)
- Les Argiens
- Agamemnon (même sujet que la pièce d'Eschyle)
- Laërte (le meurtre des prétendants par Ulysse)
- Cénée ou (Le ?) Phénix
- Phénix A ou Premier Phénix (le compagnon d'Achille à Troie)
- Phénix B ou Second Phénix
- Les Gardiens (ceux d'Hélène, à Troie)
- Les Eurytides (fils d'Eurytos, à laquelle Héraclès enlève sa fille, Iole).
- Alcmène
- Teucros

Les seules pièces dont l'existence est confuse sont celles qui s'intitulent Phœnix ; Marie Delcourt pense que la pièce Cénée ou (Le ?) Phénix concernait l'oiseau phénix et non l'ami d'Achille du même nom, ce qui n'est cependant pas démontré.
Les fragments (en grec) de ces pièces sont consultables dans le livre de Bruno Snell, Tragicorum Graecorum Fragmenta, tome I, 1971.
Autres ouvrages de référence :
- Les très nombreux livres et articles d'un savant italien, Al. Leurini, qui a notamment édité par deux fois tous les fragments d'Ion de Chios (de nature tragique ou non).
- Nicolas Faron, "Recherches sur les poètes tragiques grecs des Ve et IVe siècles av. J.-C." (2008).

## Œuvre philosophique
Ion de Chios figure parmi les Présocratiques, c'est-à-dire parmi les philosophes grecs antérieurs à Socrate (en réalité, Ion n'était âgé que d'une dizaine d'années de plus que Socrate, qui est né vers 470). Ses œuvres philosophiques sont assez mal connues, et il n'en reste que peu de fragments. cf. Les Présocratiques, dans la collection de la Pléiade (Gallimard) ou il est classé comme Pythagoriciens récents. 

### Triades
Traité attribué à Ion de Chios.
Traduction du premier fragment du traité "Toutes choses sont trois et rien n'est ni plus ni moins que ces trois. Ce qui fait la valeur de chaque être particulier, c'est la triade formée de l'intelligence, de la force et de la fortune."
« La notion de Triade, exprime selon Aristote, la perfection et se tient ensuite à la base des triades constitutives du polythéisme hellénique et de la Trinité chrétienne ».

## Autres œuvres
On doit citer les Epidémiai (Voyages ou Visites), dont il reste quelques fragments qui nous éclairent sur la vie d'Ion. Il s'agit de récits de ses rencontres personnelles : Eschyle, Sophocle, Périclès, etc. Le plus célèbre passage concerne un banquet tenu en 440 à Chios, au moment de la Guerre de Samos, et auquel participaient Ion et Sophocle, devenu stratège. Ce fragment est cité par Athénée.